# Pharsamon, ou les Nouvelles Folies romanesques

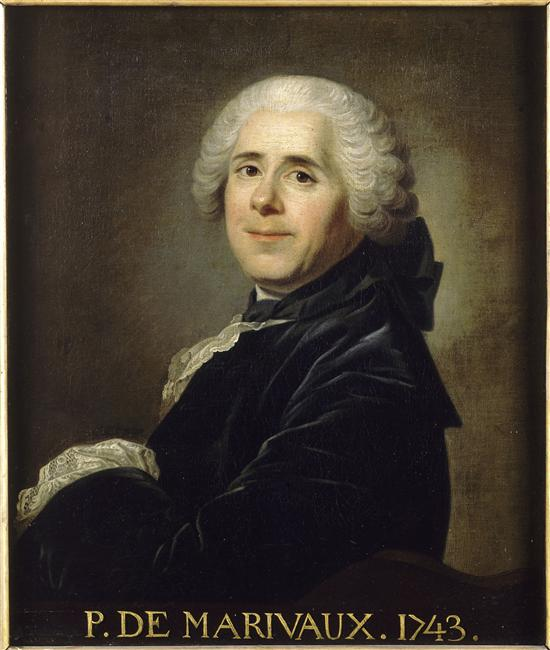
Pierre de Marivaux.

Pharsamon, ou les Nouvelles Folies romanesques est un roman de Pierre de Marivaux, commencé en 1712, mais publié pour la première fois en 1737. 

## Présentation
Le roman est divisé en deux parties et raconte l’histoire de « Pharsamon » (nommé Pierre Bagnol, dans la réalité), un jeune homme qui tombe amoureux de Mademoiselle Babet (rebaptisée « Princesse Cidalise »). Accompagné de son ami et « écuyer » Colin (rebaptisé « Cliton »), il est incapable de distinguer la réalité de l’imaginaire et se perd dans ses propres fantasmes. Le livre est considéré comme une œuvre importante du mouvement littéraire baroque.

## Analyse
L'ouvrage, dans l'esprit du roman baroque, est directement inspiré du Don Quichotte de Cervantès. Comme son modèle, le livre est conçu comme un antiroman dont les personnages s'efforcent d'imiter des modèles dépassés. 
Cependant, la grande originalité du roman provient de la place qu'y prennent les réflexions du narrateur lui-même sur son art, notamment lorsqu'il s'interroge sur la façon de présenter les événements au lecteur. Ceci permet une distanciation par rapport au sujet apparent du roman, qui annonce les audaces narratives de Jacques le Fataliste.